# 12710 Бреда
12710 Бреда (12710 Breda) — астероїд головного поясу, відкритий 15 листопада 1990 року.
Тіссеранів параметр щодо Юпітера — 3,400.